# Карлибаба Ноуа (Сучава)
Карлибаба Ноуа (рум. Cârlibaba Nouă) насеље је у Румунији у округу Сучава у општини Карлибаба. Oпштина се налази на надморској висини од 931 m.

## Становништво
Према подацима из 2002. године у насељу је живело 434 становника.

### Попис2002.
| Расподела становништва по националности 2002.‍ | Расподела становништва по националности 2002.‍ | Расподела становништва по националности 2002.‍ | Расподела становништва по националности 2002.‍ | Расподела становништва по националности 2002.‍ |
| --------------------------------------------- | --------------------------------------------- | --------------------------------------------- | --------------------------------------------- | --------------------------------------------- |
|                                               |                                               |                                               |                                               |                                               |
| Румуни                                        | Румуни                                        |                                               | 327                                           | 76,4%                                         |
| Немци                                         | Немци                                         |                                               | 101                                           | 23,6%                                         |